# Traspielas
Traspielas (oficialmente Santa María de Traspielas) es una parroquia española del municipio de Fornelos de Montes, perteneciente a la provincia de Pontevedra, en la comunidad autónoma de Galicia.

## Historia
Hacia mediados del siglo XIX, la parroquia, por entonces perteneciente a Sotomayor, tenía contabilizada una población de 171 habitantes. Aparece descrita en el decimoquinto volumen del Diccionario geográfico-estadístico-histórico de España y sus posesiones de Ultramar de Pascual Madoz con las siguientes palabras:

TRASPIELAS (Sta. Maria): felig. en la prov. de Pontevedra (4 leg.), part. jud. de Redondela (2), dióc. de Tuy (6), ayunt. de Sotomayor (1): sit. al O. de la montaña llamado Monte-mayor; clima saludable. Tiene unas 59 casas repartidas en varios l. de poca consideracion. La igl. parr. (Sta. Maria) está servida por un cura de entrada, y patronato del conde de Salvatierra. Confina con las felig. de Moncoso y Junqueiras y el indicado monte, en el cual se hallan los cotos de Cerca y de Eira. El terreno es montuoso, áspero y de inferior calidad. prod.: maiz, centeno, patatas y yerbas de pasto; hay ganado vacuno, y caza de liebres, conejos y perdices; y no faltan lobos, zorros y otros animales dañinos. pobl.: 59 vec., 171 alm. contr. con su ayuntamiento (V.).
(Madoz, 1849, pp. 135-136)

En la actualidad, pertenece al municipio de Fornelos de Montes. En 2022, tenía empadronados 221 habitantes.

## Patrimonio
Hay en la parroquia una iglesia de Santa María.